# Голованівськ (селище)
Голованівськ — станційне селище в Голованівській громаді Голованівського району Кіровоградської області розташоване за 5 км від райцентру. Населення становить 800 осіб.
Станція Голованівськ є вузловою станцією вузькоколійної і широколійної ліній Одеської залізниці. Вузькоколійна лінія з'єднує ст. Голованівськ і Гайворон, а ширококолійна лінія з'єднує Помічну з ст. Голованівськ.
Станція розташована поряд з лісовим угіддям Голоче, також біля неї проходить траса міжобласного сполучення «Ульяновка — Миколаїв».
Храмове свято — 9 жовтня

## Історія
В 1890 році була збудована залізниця і залізнична станція навколо якої почалося будівництво будинків. Вузькоколійна лінія з'єднувала Гайворон і Підгородню.

## Населення
Згідно з переписом УРСР 1989 року чисельність наявного населення селища становила 880 осіб, з яких 412 чоловіків та 468 жінок.
За переписом населення України 2001 року в селищі мешкало 799 осіб.

### Мова
Розподіл населення за рідною мовою за даними перепису 2001 року:
| Мова       | Відсоток |
| ---------- | -------- |
| українська | 98,13 %  |
| російська  | 1,38 %   |
| вірменська | 0,25 %   |
| молдовська | 0,25 %   |

## Залізниця
Станція Голованівськ обслуговує два залізничних маршрута: Помічна — Голованівськ і вузькоколійний Голованівськ — Гайворон. Обидва маршрута дуже добре стиковані по часу і без проблем можна пересісти з одного потяга на інший.
Місцевість по якій їдуть потяги не густо населена і тому цілком вистачає по одному вагону щоб перевезти всіх бажаючих пасажирів.
Маршрут Помічна — Голованівськ був вузькоколійним. Але після будівництва ширококолійної, колія 750 мм була розібрана в 2002 році, її залишки у вигляді шпал і насипу можна побачили поки їхати 696-м поїздом з Помічної.

## Підприємства і організації
Залізнична станція, хлібоприймальний пункт, голочанське лісництво, мисливське господарство, деревопереробний цех, паливний склад, школа, дитячий садок, телеретранслятор, бібліотека, пошта, 4 магазини. Також працює медпункт.

## Церква
Храм Кирила Єрусалимського збудований за ініціативи та кошти місцевого підприємця Вачагана Ростомяна, який збудувавши церкву для місцевих жителів, увічнив пам'ять свого батька.
За заслуги перед церквою, Митрополит УПЦ, нагородив Вачагана Оніковича одним з найвищих орденів УПЦ, орденом Андрія Первозванного та Георгія Побідоносця.
12 жовтня 2010 року о 12 годині дня на станції Голованівськ було відкрито і освячено українську православну церкву Святителя Кирила Архієпископа Єрусалимського.
В заході взяли участь Митрополит Володимир, Архієпископ Кіровоградський і Ново миргородський Пантелеймон — керуючий Кіровоградською Єпархією, о. Петро — секретар Кіровоградського Єпархіального управління, Архієпископ Вишгородський, представник Вірменської церкви в Україні, священнослужителі, заступник голови ОДА Андрющенко Б. В., начальник відділу у справах національностей та релігій ОДА Гарба М. М., начальник УМВС України в області, перший заступник УСБУ в Кіровоградській області, начальник ДПА в області, радники Президента України та інші.

## Пам'ятники
На узліссі урочища Голоче встановлено пам'ятник партизанському з'єднання М. І. Наумова, яке в березні 1943 р. прийняло тут нерівний бій з німецько-фашистськими загарбниками.

## Освіта
На Голованівській станції знаходяться:
- Дитячий садок
- Школа № 2 імені Г. В. Міклея
- Бібліотека

## Вулиці
Залізнична, Миру, Міклея, Петровського, Провулок Боженка, провулок Лісовий, Радгоспна, Івана Богуна, Шкільна, Дружби, Польова,